# Papieski Uniwersytet Salezjański
Papieski Uniwersytet Salezjański - papieska uczelnia założona 1940 r. w Turynie jako Papieskie Atheneum Salezjańskie. Od 1957 mająca swoją siedzibę w Rzymie. W 1973 Paweł VI na mocy motu proprio Magisterium vitae podniósł uczelnię do rangi Uniwersytetu Papieskiego.
Uniwersytet jest prowadzony przez Salezjanów.

## Fakultety
- Teologiczny
- Pedagogiczny
- Filozoficzny
- Prawa Kanonicznego
- Komunikacji Społecznej
- Literatury Starożytnej Chrześcijańskiej i Klasycznej

## Rektorzy
- Andrea Gennaro 1940–1952
- Eugenio Valentini 1952−1958
- Alfons Maria Stickler 1958−1966
- Gino Corallo 1966−1968
- Luigi Calonghi 1968−1971
- Antonio María Javierre Ortas 1971−1974
- Pietro Braido 1974−1977
- Raffaele Farina 1977−1983
- Roberto Giannatelli 1983−1989
- Tarcisio Bertone 1989−1991
- Angelo Amato (Prorektor) 1991 (październik-grudzień)
- Raffaele Farina 1992−1997
- Michele Pellerey 1997−2003
- Mario Toso 2003–2009
- Carlo Nanni 2009-